# Завод за заштиту споменика културе Ваљево
| Завод за заштиту споменика културе Ваљево |                                    |
|                                           |                                    |
|                                           | Установа културе                   |
| Основана:                                 | 1986.                              |
| Седиште:                                  | Милована Глишића 2 · Ваљево Србија |
| Директор:                                 | Ксенија Стевановић                 |
| Веб презентација                          | Званична презентација              |

Завод за заштиту споменика културе „Ваљево” је установа културе са седиштем у Ваљеву, основана 1986. године, која је територијално надлежна за три града (Шабац, Ваљево и Лозница) и једанаест општина (Богатић, Владимирци, Коцељева, Крупањ, Љубовија, Мали Зворник, Лајковац, Љиг, Мионица, Осечина и Уб), који се налазе на територији Мачванског и Колубарског округа.
Основна делатност установе је заштита споменика културе, просторно културно историјских целина, археолошких налазишта и знаменитих места.

## Делатност
Делатност заштите културних добара чине: 
- истраживање и евидентирање добара која уживају претходну заштиту;
- предлагање и утврђивање културних добара;
- вођење регистра и документације о културним добрима;
- пружање стручне помоћи на чувању и одржавању културних добара сопственицима и корисницима тих добара;
- старање о коришћењу културних добара у сврхе одређене законом;
- предлагање и праћење спровођења мера заштите културних добара;
- прикупљање, сређивање, чување, одржавање и коришћење покретних културних добара;
- спровођење мера техничке и физичке заштите културних добара;
- издавање публикација о културним добрима и о резултатима рада на њиховој заштити;
- проучава непокретна културна добра и израђује студије, елаборате и пројекте с одговарајућом документацијом ради најцелисходније заштите и коришћења одређеног непокретног културног добра;
- учествује у поступку припремања просторних и урбанистичких планова путем достављања расположивих података и услова заштите непокретних културних добара и учествује у разматрању предлога просторних и урбанистичких планова;
- објављује грађу о предузетим радовима на непокретним културним добрима;
- израђује пројекте за извођење радова на непокретним културним добрима и изводи те радове у складу са законом;
- остварује увид у спровођење мера заштите и коришћења непокретних културних добара и обавља и друге послове утврђене законом. (члан 7 Службени гласник)

## Издавање управноправних аката
Иста се остварује кроз издавање управноправних аката предвиђених Законом о културним добрима:
- Решења о условима за предузимање мера техничке заштите
- Решења о сагласности на пројектну документацију
- Услова и мишљења датих при изради просторних и урбанистичких планова
- Решења о забрани и обустави изведених радова
- Предлога за извршење Решења
- Прекршајне и кривичне пријаве
- Надзор, преглед и провера изведених радова
- Извођење мера техничке заштите на непокретним кутурним добрима
- Конзервација и рестаурација
- Истраживања археолошких налазишта
- Евидентирање непокретних културних добара
- Израду предлога за утврђивање НКД и категоризацију
- Пријаве централном регистру

## Неки од заштићених споменика културе
- Манастир Троноша
- Спомен костурница на Церу
- Црква, Ваљево
- Манастир Боговађа